# Aratinga asteca
L'aratinga asteca (Eupsittula astec) és una espècie d'ocell de la família dels psitàcids que habita boscos, matolls i conreus des de l'est de Mèxic fins l'oest de Panamà.
Freqüentment considerada coespecífica de l'aratinga pitbruna.